# Chi Dơi lá mũi
Dơi lá mũi hay dơi móng ngựa (danh pháp: Rhinolophus) là một chi động vật có vú duy nhất trong họ Dơi lá mũi, bộ Dơi. Chi này được Lacépède miêu tả năm 1799. Loài điển hình của chi này là Vespertilio ferrum-equinum Schreber, 1774. Conserved in ICZN Opinion 91 (1926) and Direction 24 (1955).
Dơi lá mũi được chia thành sáu phân chi và nhiều nhóm loài. Tổ tiên chung gần đây nhất của tất cả các loài dơilá mũi sống cách đây 34–40 triệu năm, mặc dù không rõ nguồn gốc địa lý của chúng là ở đâu và những nỗ lực xác định địa sinh học của chúng vẫn chưa được xác định. Sự phân loại dơi lá mũi rất phức tạp, vì bằng chứng di truyền cho thấy có khả năng tồn tại nhiều loài bí hiểm, cũng như các loài được công nhận là khác biệt có thể có ít sự khác biệt về gen với các đơn vị đã được công nhận trước đây. Chúng được tìm thấy ở Cựu thế giới, chủ yếu ở các khu vực nhiệt đới hoặc cận nhiệt đới, bao gồm Châu Phi, Châu Á, Châu Âu và Châu Đại Dương.
Dơi lá mũi được coi là loài dơi cỡ nhỏ hoặc vừa, nặng 4–28 g, với chiều dài cẳng tay 30–75 mm và chiều dài toàn bộ đầu và thân là 35–110 mm. Bộ lông dài và mịn ở hầu hết các loài, có thể có màu nâu đỏ, hơi đen hoặc đỏ cam tươi. Chúng có lá mũi lớn, có hình giống như móng ngựa. Các lá mũi hỗ trợ định vị bằng tiếng vang; dơi móng ngựa có khả năng định vị bằng tiếng vọng rất tinh vi, sử dụng các tiếng kêu tần số liên tục ở chu kỳ hiệu suất cao để phát hiện con mồi ở những khu vực có môi trường lộn xộn cao. Chúng săn côn trùng và nhện, sà xuống con mồi từ một nơi đậu trên cao, hoặc mò mẫm từ tán lá. Người ta biết rất ít về các chế độ giao phối của chúng, nhưng ít nhất một loài có chế độ một vợ một chồng, trong khi một loài khác là đa thê. Thời gian mang thai khoảng bảy tuần và mỗi lần một con non. Tuổi thọ thông thường là sáu hoặc bảy năm, nhưng một con dơi lá mũi lớn hơn đã sống hơn ba mươi năm.
Dơi là mũi có liên quan đến con người ở một số vùng như một nguồn bệnh, làm thực phẩm và y học cổ truyền. Một số loài là ổ chứa tự nhiên của SARS-CoV, mặc dù cầy vòi mốc là vật chủ trung gian khiến con người bị nhiễm bệnh. Một số bằng chứng cho thấy một số loài có thể là ổ chứa tự nhiên của SARS-CoV-2, nguyên nhân gây ra đại dịch coronavirus 2019. Chúng bị săn bắt để làm thực phẩm ở một số khu vực, đặc biệt là châu Phi cận Sahara, nhưng cả Đông Nam Á. Một số loài hoặc phân chim của chúng được sử dụng trong y học cổ truyền ở Nepal, Ấn Độ, Việt Nam và Senegal.

## Các loài
Chi này gồm các loài:
- Rhinolophus acuminatus, Peters, 1871.
- Rhinolophus adami, Aellen y Brosset, 1968.
- Rhinolophus affinis, Horsfield, 1823.
- Rhinolophus alcyone, Temminck, 1852.
- Rhinolophus anderseni, Cabrera, 1909.
- Rhinolophus arcuatus, Peters, 1871.
- Rhinolophus beddomei K. Andersen, 1905.
- Rhinolophus blasii, Peters, 1866.
- Rhinolophus bocharicus Kastchenko & Akimov, 1917.
- Rhinolophus borneensis, Peters, 1861.
- Rhinolophus canuti, Thomas y Wroughton, 1909.
- Rhinolophus capensis, Lichtenstein, 1823.
- Rhinolophus celebensis, K. Andersen, 1906.
- Rhinolophus clivosus, Cretzschmar, 1828.
- Rhinolophus coelophyllus, Peters, 1867.
- Rhinolophus cognatus, K. Andersen, 1906.
- Rhinolophus cohenae[2] Taylor, Stoffberg, Monadjem, Schoeman, Bayliss & Cotterill, 2012
- Rhinolophus convexus Csorba, 1997.
- Rhinolophus cornutus, Temminck, 1835.
- Rhinolophus creaghi, Thomas, 1896.
- Rhinolophus darlingi, K. Andersen, 1905.
- Rhinolophus deckenii, Peters, 1867.
- Rhinolophus denti, Thomas, 1904.
- Rhinolophus eloquens, K. Andersen, 1905.
- Rhinolophus euryale, Blasius, 1853.
- Rhinolophus euryotis, Temminck, 1835.
- Rhinolophus ferrumequinum, Schreber, 1774.
- Rhinolophus formosae Sanborn, 1939.
- Rhinolophus fumigatus, Rüppell, 1842.
- Rhinolophus guineensis, Eisentraut, 1960.
- Rhinolophus hildenbrandti, Peters, 1878.
- Rhinolophus hilli, Aellen, 1973.
- Rhinolophus hillorum Koopman, 1989.
- Rhinolophus hipposideros, Bechstein, 1800.
- Rhinolophus huananus[3] Wu, Motokawa & Harada, 2008.
- Rhinolophus imaizumii, Hill y Yoshiyuki, 1980.
- Rhinolophus inops, K. Andersen, 1905.
- Rhinolophus kahuzi[4] Fahr & Kerbis Peterhans, 2013.
- Rhinolophus keyensis, Peters, 1878.
- Rhinolophus landeri, Martin, 1838.
- Rhinolophus lepidus, Blyth, 1844.
- Rhinolophus luctus, Temminck, 1835.
- Rhinolophus mabuensis[2] Taylor, Stoffberg, Monadjem, Schoeman, Bayliss & Cotterill, 2012
- Rhinolophus maclaudi, Pousargues, 1897.
- Rhinolophus macrotis, Blyth, 1844.
- Rhinolophus madurensis K. Andersen, 1918.
- Rhinolophus maendeleo Kock, Csorba & Howell, 2000.
- Rhinolophus malayanus, Bonhote, 1903.
- Rhinolophus marshalli, Thonglongya, 1973.
- Rhinolophus megaphyllus, Gray, 1834.
- Rhinolophus mehelyi, Matschie, 1901.
- Rhinolophus mitratus, Blyth, 1844.
- Rhinolophus monoceros, K. Andersen, 1905.
- Rhinolophus montanus Goodwin, 1979.
- Rhinolophus mossambicus[2] Taylor, Stoffberg, Monadjem, Schoeman, Bayliss & Cotterill, 2012
- Rhinolophus nereis, K. Andersen, 1905.
- Rhinolophus osgoodi, Sanborn, 1939.
- Rhinolophus paradoxolophus, Bourret, 1951.
- Rhinolophus pearsonii, Horsfield, 1851.
- Rhinolophus philippinensis, Waterhouse, 1843.
- Rhinolophus pusillus, Temminck, 1835.
- Rhinolophus rex, G. M. Allen, 1923.
- Rhinolophus robinsoni, K. Andersen, 1918.
- Rhinolophus rouxii, Temminck, 1835.
- Rhinolophus rufus, Eydoux y Gervais, 1836.
- Rhinolophus ruwenzorii, J. Eric Hill, 1942.
- Rhinolophus sakejiensis[5] Cotterill, 2002.
- Rhinolophus schnitzleri[6] Wu & Thong, 2011.
- Rhinolophus sedulus, K. Andersen, 1905.
- Rhinolophus shameli, Tate, 1943.
- Rhinolophus shortridgei K. Andersen, 1918.
- Rhinolophus siamensis Gyldenstolpe, 1917.
- Rhinolophus silvestris, Aellen, 1959.
- Rhinolophus simplex, K. Andersen, 1905.
- Rhinolophus simulator, K. Andersen, 1904.
- Rhinolophus sinicus K. Andersen, 1905.
- Rhinolophus smithersi[2] Taylor, Stoffberg, Monadjem, Schoeman, Bayliss & Cotterill, 2012
- Rhinolophus stheno, K. Andersen, 1905.
- Rhinolophus subbadius, Blyth, 1844.
- Rhinolophus subrufus, K. Andersen, 1905.
- Rhinolophus swinnyi, Gough, 1908.
- Rhinolophus thailandensis[7] Wu, Harada & Motokawa, 2009.
- Rhinolophus thomasi, K. Andersen, 1905.
- Rhinolophus trifoliatus, Temminck, 1834.
- Rhinolophus virgo, K. Andersen, 1905.
- Rhinolophus willardi[4] Kerbis Peterhans & Fahr, 2013.
- Rhinolophus xinanzhongguoensis[8] Zhou, Guillén-Servant, Lim, Eger, Wang & Jiang, 2009.
- Rhinolophus yunanensis, Dobson, 1872.
- Rhinolophus ziama[9] Fahr, Vierhaus, Hutterer & Kock, 2002.

## Hình ảnh

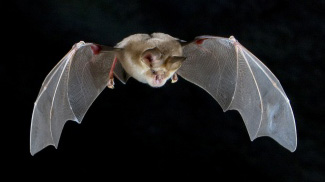
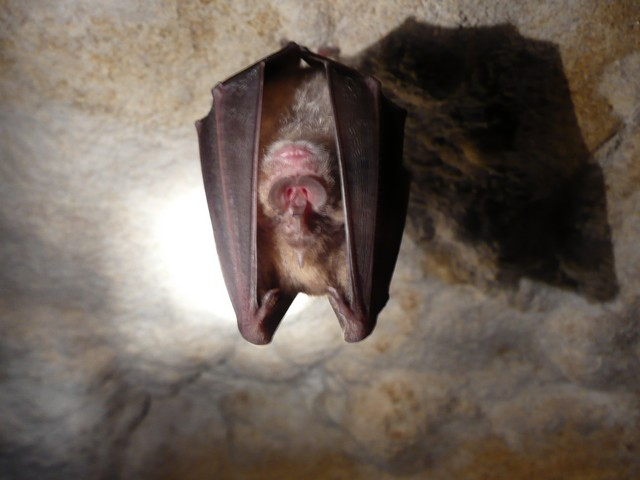
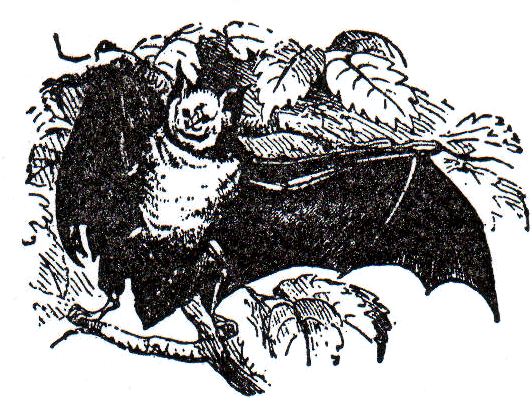
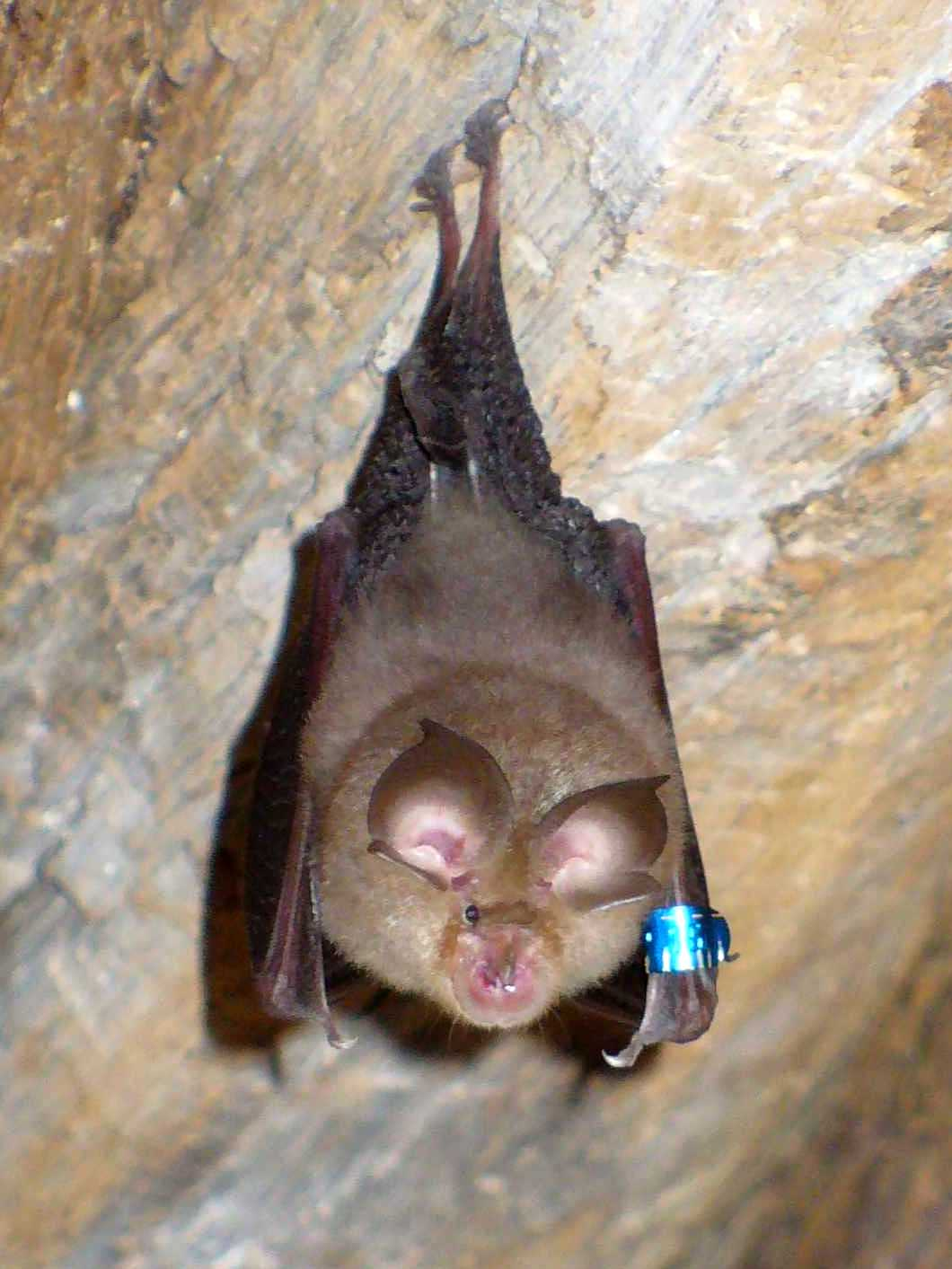
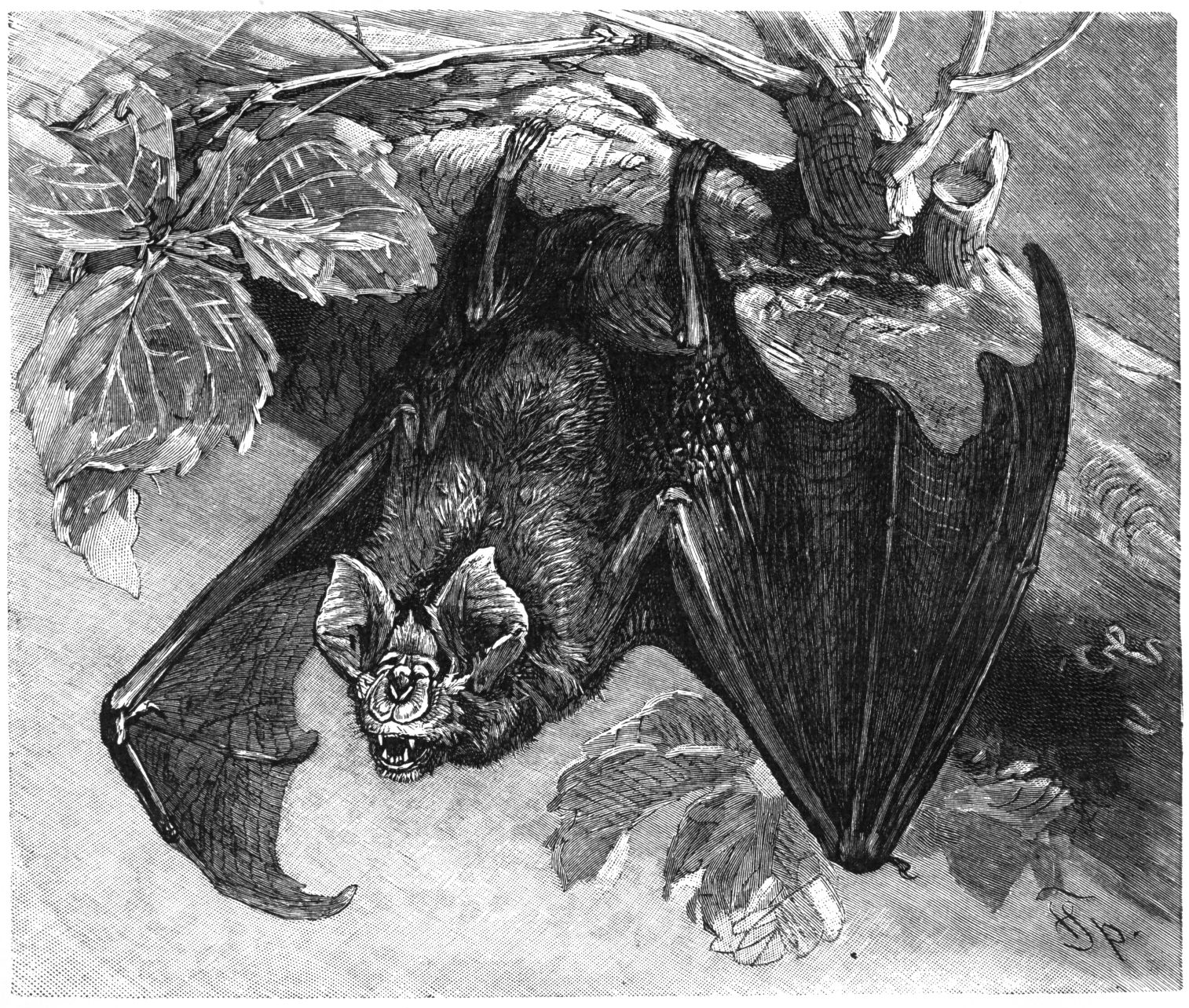